# Saint-Epvre
Saint-Epvre település Franciaországban, Moselle megyében. Lakosainak száma 176 fő (2022. január 1.). Saint-Epvre Baudrecourt, Flocourt, Han-sur-Nied, Morville-sur-Nied, Rémilly, Thimonville és Vatimont községekkel határos.

## Népesség
A település népessége az elmúlt években az alábbi módon változott:
| Lakosok száma | 165  | 152  | 161  | 155  | 167  | 170  | 177  | 174  | 173  | 176  |
|               | 1968 | 1982 | 1990 | 2006 | 2013 | 2015 | 2017 | 2019 | 2020 | 2022 |